# Sympetrum infuscatum
Sympetrum infuscatum – gatunek ważki z rodziny ważkowatych (Libellulidae).

## Występowanie
Gatunek ten występuje na terenach podmokłych, przy słodkowodnych zbiornikach sztucznych oraz naturalnych. Zaobserwowano go na terenach północno-wschodniej Azji